# Lenningen
Lenningen (luxemburguès Lenneng, alemany Lenningen) és una comuna i vila a l'est de Luxemburg, que forma part del cantó de Remich. Comprèn les viles de Lenningen i Canach.

## Població
| Nacionalitat   | Població | %      |
| -------------- | -------- | ------ |
| luxemburguesos | 885      | 75,71% |
| Forasters      | 284      | 24,29% |
| - portuguesos  | 111      | 9,50%  |
| - francesos    | 19       | 1,63%  |
| - italians     | 30       | 2,57%  |
| - belgues      | 20       | 1,71%  |
| - alemanys     | 26       | 2,22%  |
| - iugoslaus    | 1        | 0,09%  |
| - altres       | 77       | 6,59%  |

## Evolució demogràfica
| Any        | Població |
| ---------- | -------- |
| 15/02/2001 | 1.169    |
| 01/01/2002 | 1.203    |
| 01/01/2003 | 1.314    |
| 01/01/2004 | 1.358    |
| 01/01/2005 | 1.402    |